# Red Cross (Carolina del Norte)
Red Cross es un pueblo ubicado en el condado de Stanly en el estado estadounidense de Carolina del Norte. 

## Geografía
Red Cross se encuentra ubicado en las coordenadas 35°15′59″N 80°21′44″O / 35.26639, -80.36222.